# Britney Jean
Albums de Britney Spears
Femme Fatale
(2011) Glory
(2016)
Singles
1. Work Bitch
Sortie : 17 septembre 2013
2. Perfume
Sortie : 4 novembre 2013
3. Til It's Gone (uniquement en France)
Sortie : 4 décembre 2013
4. It Should Be Easy feat.Will.i.am (uniquement en Italie)
Sortie : 13 juin 2014

Britney Jean est le huitième album studio de la chanteuse américaine Britney Spears. Sorti le 2 décembre 2013, il est le premier album de la chanteuse à être publié par RCA Records après la dissolution de sa maison de disques de longue date, Jive Records, en 2011.
Décrit comme un album-concept évoquant « la solitude dans la vie d'une popstar », l'enregistrement de Britney Jean débute en mai 2013 et se prolonge jusqu'en octobre de la même année. À de multiples occasions, la chanteuse décrit cet opus comme le disque le plus personnel de sa carrière. Ayant tenu un rôle important dans sa production, elle coécrit les treize morceaux qui le composent et collabore avec plusieurs auteurs-compositeurs et producteurs renommés tels que Sia et Will.i.am afin de trouver la sonorité désirée. De plus, l'album comprend des collaborations avec la sœur de Britney, Jamie Lynn, ainsi qu'avec le rappeur T.I. et Will.i.am. Au départ, Britney devait être la productrice déléguée de l'album, mais après réflexion, son équipe finit par choisir Will.i.am.
À sa sortie aux États-Unis, Britney Jean débute à la quatrième place du Billboard 200 lors de sa première semaine d'exploitation avec 107 000 exemplaires vendus. Il s'agit du plus bas classement d'un album de la chanteuse dans ce pays. À ce jour, l'album s'est écoulé à 600 000 exemplaires dans le monde.

## Genèse et développement
En décembre 2012, il est annoncé que Britney a commencé à travailler sur son huitième album. Plus tard, il est révélé que Will.i.am sera le producteur exécutif de ce nouveau projet. Le 17 septembre 2013, lors d'une entrevue dans l'émission Good Morning America, la chanteuse révèle que l'album n'a pas encore de titre, mais devrait sortir le 3 décembre 2013, soit un jour après son 32e anniversaire. Lorsqu'on l'interroge sur sa chanson préférée de ce nouvel album, Spears révèle qu'il s'agit d'une ballade appelée Perfume que lui a écrite la chanteuse Sia. Le 15 octobre 2013, alors que Spears est à Londres pour promouvoir l'album, elle annonce sur Capital Radio que l'album s'intitulera Britney Jean, en référence à son surnom utilisé par les membres de sa famille et de ses amis et qu'elle voulait partager cette signification personnelle avec ses fans.
Elle mentionne à plusieurs reprises que Britney Jean sera son opus le plus personnel à ce jour. Le producteur exécutif will.i.am déclare avoir rencontré de nombreuses fois la chanteuse afin de discuter de ses inspirations et de ses attentes pour ce nouveau disque. Britney révèle que l'un des thèmes abordés de l'album est sa rupture avec son ex-fiancé, Jason Trawick.

## Sortie et pochette
Le 17 septembre 2013, Spears annonce lors de l'émission Good Morning America que son album, alors sans titre, serait publié le 3 décembre 2013 aux États-Unis, le lendemain de son 32e anniversaire. Le 15 octobre, de passage à Londres, elle dévoile le titre de l'album qui s'intitulera Britney Jean, en référence à son surnom utilisé par sa famille et ses amis. Le 24 octobre, la pochette de l'album est dévoilée, accompagné d'une lettre ouverte écrite par Britney pour ses fans, dans laquelle elle décrit le son de Britney Jean comme étant plus personnel, plus cru et plus vulnérable que ses précédents albums, tout en contenant une signature sonore danse optimiste.

## Singles
Le premier single extrait de l'album, Work Bitch, est sorti le 17 septembre 2013. La chanson a bien été accueillie par les fans et les critiques, débutant d'ailleurs à la 9e place des ventes au niveau mondial, à la douzième place du classement américain Billboard Hot 100 et directement à la 6e position des ventes en France. Il s'agit de son trente-et-unième titre bien classé dans les hit-parades. La chanson a été vendue à 174 000 exemplaires lors de sa première semaine de ventes. Le clip qui l'accompagne a reçu des critiques positives de la presse et des fans, la majorité faisant l'éloge des chorégraphies exécutées par la chanteuse. Cependant, quelques critiques dénoncent un clip trop osé mettant en scène Britney Spears dans des positions suggestives. Elle a répondu en déclarant que beaucoup de scènes avaient été coupées au montage, conformément à sa volonté.
Le deuxième single extrait est Perfume, sorti le 4 novembre 2013.
Til It's Gone est diffusé le 04 décembre en France pour célébré la sortie de l'album, il est donc annoncé comme troisième single pour la France.
Le 17 mai 2014, William Orbit mécontent alors de la version final de Alien, remix le titre sous le nom de Alien insurrection pour lui redonner la touche que le titre avait avant que Will.i.am ne le transforme.
It Should Be Easy est choisie en tant que 3e et dernier single pour les clubs en Italie,il sort 13 juin 2014.

## Promotion

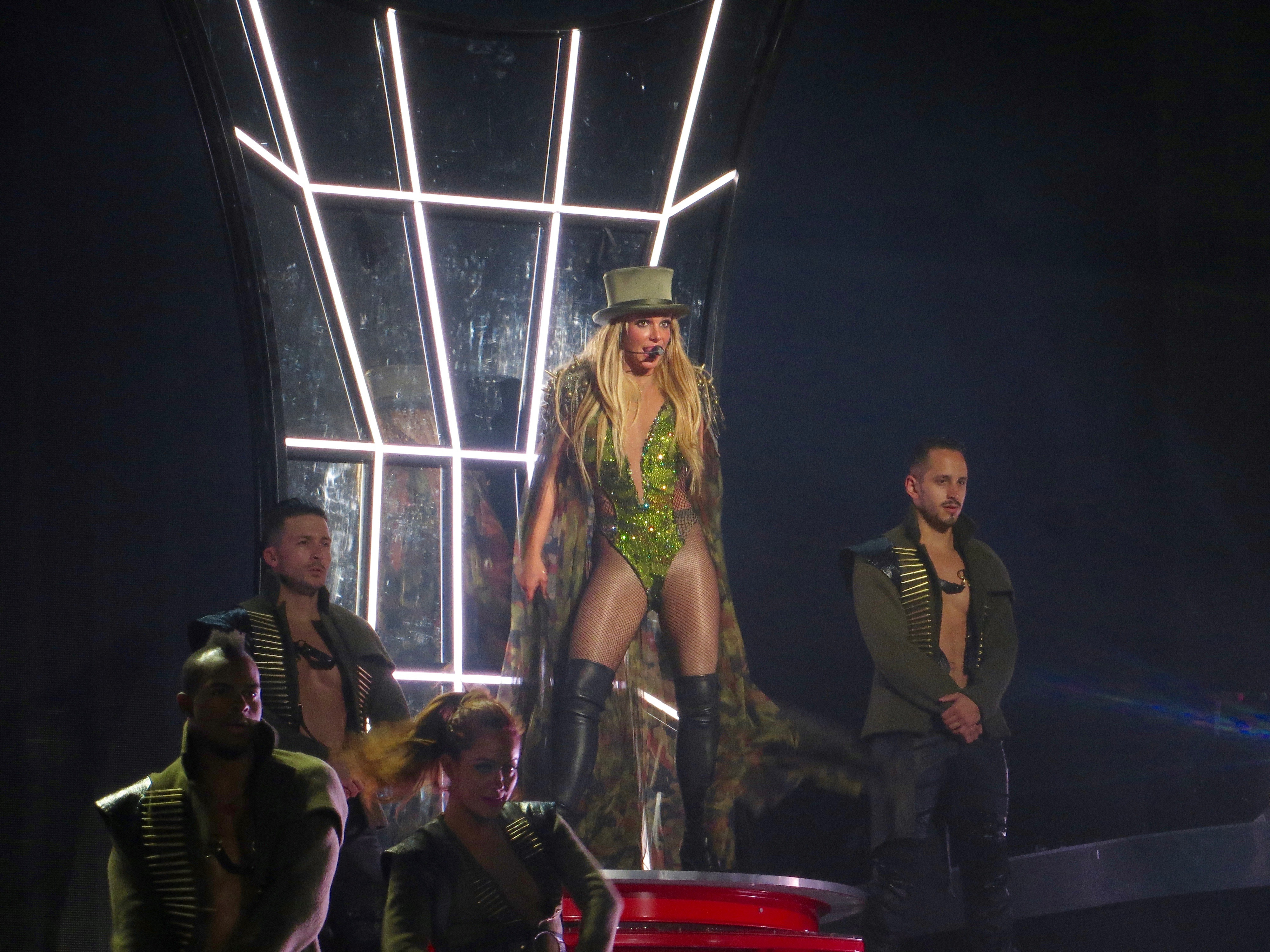
Britney Spears pendant une représentation de Piece of Me.

Contrairement à ses précédents opus, excepté son cinquième album studio Blackout (2007), Spears n'a pas fortement promu Britney Jean. Cependant, elle est apparue dans Good Morning America pour annoncer son spectacle résident de deux ans au Planet Hollywood Resort and Casino, intitulé le Britney: Piece of Me, le 17 septembre. Il devrait commencer le 27 décembre, les billets ayant d'abord été rendu disponibles le 20 septembre. Britney Jean est promu en outre par le documentaire I Am Britney Jean, est diffusé sur E! le 22 décembre ; il couvrira la production, la période qui a précédé sa sortie et le lancement de Britney: Piece of Me.

## Accueil critique
Avant sa parution, Britney Jean fait l'objet de critiques mitigées de la part des critiques musicales. Pour Metacritic, qui attribue une note normalisée sur 100 par une critique dominante du grand public, l'album a reçu un score moyen de 50, indiquant « critiques mitigées », basé sur 20 critiques. Jason Lipshutz de Billboard a fourni un avis favorable, décrivant le projet comme un « disque transitoire [sachant qu'il s'agit de] son premier album sorti dans sa trentaine », et a estimé qu'il n'était pas sans rappeler le troisième album studio de Spears, Britney (2001). Nick Catucci d'Entertainment Weekly a partagé un sentiment similaire, affirmant qu'il « chérit » Spears tout en « [restant] aussi énigmatique que l'ado émotionnellement isolée, dont l'image qui a été soignée par Disney nous avait accueillis à la fin des années 90 », ajoutant que la production de will.i.am « livre joyeusement les fantasmes d'un amateur de musique EDM avec une ambiance festive ». Auteur pour Rolling Stone, Rob Sheffield a décrit Britney Jean comme un « album-concept sur la solitude de la vie de popstar – avec une rupture des fiançailles de haut niveau derrière elle, Brit devient personnelle et nous fait oublier ses sons les plus dégoûtants ».
En revanche, Sal Cinquemani de Slant Magazine a fourni un bilan mitigé, critiquant la « production vieillotte et la voix qui rappellent l'époque où Brit vendait 10 millions [de disques] ». Similairement, Neil McCormick du Daily Telegraph a déclaré que Britney Jean « continue le strip-tease de la carrière de Britney » et estime que sa production a empêché l'opus de croiser un effort véritablement personnel. Les critiques en France sont cependant très mauvaises : Le Nouvel Observateur : « où est passée notre bitch provocante », avoiralire : « un nouvel album anodin »...

## Liste des pistes
| 1.  | Alien                                    | Britney Spears, William Orbit, Dan Traynor, Ana Diaz, Anthony Preston                                                 | Orbit, HyGrade, Preston [a]                                                                                                 | 3:56 |
| 2.  | Work Bitch                               | Spears, William Adams, Otto Jettman, Sebastian Ingrosso, Preston, Ruth-Anne Cunningham                                | Ingrosso, Otto Knows, will.i.am, Preston [a]                                                                                | 4:07 |
| 3.  | Perfume                                  | Spears, Sia Furler, Chris Braide                                                                                      | will.i.am, Keith Harris [b], Braide [b]                                                                                     | 3:59 |
| 4.  | It Should Be Easy (featuring will.i.am)  | Spears, Adams, David Guetta, Giorgio Tuinfort, Nick Rotteveel, Marcus van Wattum                                      | Guetta, Tuinfort, Nicky Romero, van Wattum, will.i.am [a], Preston [a]                                                      | 3:26 |
| 5.  | Tik Tik Boom (featuring T.I.)            | Spears, Preston, Onique « Sparrow » Williams, Clifford Joseph Harris, Jr., Andre Lindal, Damien LeRoy, Joakim Haukaas | Preston, LeRoy [b] | 2:57 |
| 6.  | Body Ache                                | Spears, Guetta, Tuinfort, Luciana Caporaso, Nick Clow, Myah Marie Langston, Preston, Richard Gonzalez, Jose Luna      | Guetta, Tuinfort, will.i.am, Preston [a]                                                                                    | 3:25 |
| 7.  | Til It’s Gone                            | Spears, Jenson Vaughan, Rosette Sharma, Preston, Tuinfort, Guetta, Adams                                              | Tuinfort, will.i.am, Preston [b]                                                                                            | 3:42 |
| 8.  | Passenger                                | Spears, Thomas Pentz, Furler, Andrew Swanson, Katy Perry                                                              | Diplo, Preston [a] | 3:40 |
| 9.  | Chillin' with You (featuring Jamie Lynn) | Spears, Adams, Preston, Joshua Lopez                                                                                  | will.i.am, Freshmen III [b], Preston [a]                                                                                    | 3:38 |
| 10. | Don’t Cry                                | Spears, Adams, Lopez, Gonzalez                                                                                        | will.i.am, Richard Vission [b], Chico Bennett [b], Zach « Reazon » Heiligman [c], William « DJ Keebz » Kebler [c], LWAM [c] | 3:14 |

| 11. | Brightest Morning Star     | Spears, Lukasz Gottwald, Furler, Henry Walter                  | Dr. Luke, Cirkut, Preston [a], Braide [a]        | 2:59 |
| 12. | Hold on Tight              | Spears, Allan P. Grigg                                         | Kool Kojak, A.C, Preston [a], Peter Carlsson [b] | 3:27 |
| 13. | Now That I Found You       | Spears, Danny O'Donoghue, Tuinfort, Guetta, Frederic Riesterer | Tuinfort, will.i.am, Preston [b]                 | 4:16 |
| 14. | Perfume (The Dreaming Mix) | Spears, Furler, Braide                                         | Braide                                           | 4:02 |

| 15. | Work Bitch (The Jane Doze Remix) | Adams, Ingrosso, Jettman, Preston, Cunningham, Spears | Ingrosso, Otto Knows, will.i.am, Preston [a], The Jane Doze [d] |  |
| 16. | Work Bitch (7th Heaven Club Mix) | Adams, Ingrosso, Jettman, Preston, Cunningham, Spears | Ingrosso, Otto Knows, will.i.am, Preston [a], 7th Heaven [d]    |  |

Notes
a  désigne un producteur vocal.
b  désigne un coproducteur.
c  désigne un producteur additionnel.
d  désigne un remixeur.

## Crédits
- Chant : Britney Spears

## Historique de sortie
| Pays        | Date             | Format           | Label                        | Édition(s) |
| ----------- | ---------------- | ---------------- | ---------------------------- | ---------- |
| Australie   | 29 novembre 2013 | Deluxe           | CD, téléchargement numérique | Sony       |
| Allemagne   | 29 novembre 2013 | Standard, deluxe | CD, téléchargement numérique | Sony       |
| France      | 2 décembre 2013  | Standard, deluxe | CD, téléchargement numérique | Sony       |
| Israël      | 2 décembre 2013  | Standard, deluxe | CD, téléchargement numérique | RCA        |
| Royaume-Uni | 2 décembre 2013  | Deluxe           | CD, téléchargement numérique | RCA        |
| Canada      | 3 décembre 2013  | Standard, deluxe | CD, téléchargement numérique | Sony       |
| États-Unis  | 3 décembre 2013  | Standard, deluxe | CD, téléchargement numérique | RCA        |
| Japon       | 4 décembre 2013  | Standard         | CD, téléchargement numérique | Sony       |

## Classements
| Classement (2013)  | Meilleure position | Certification | Chiffres |
| ------------------ | ------------------ | ------------- | -------- |
| Allemagne          | 20                 |               | 20 000   |
| Australie          | 12                 |               | 15 000   |
| Autriche           | 13                 |               | 2 000    |
| Belgique (Fr)      | 32                 |               |          |
| Belgique (Nl)      | 26                 |               |          |
| Canada             | 7                  | Or            | 40 000   |
| Corée du Sud       | 20                 |               |          |
| Croatie            | 29                 |               |          |
| Danemark           | 27                 |               |          |
| Écosse             | 30                 |               |          |
| Espagne            | 12                 |               | 5 000    |
| États-Unis         | 4                  | Or            | 500 000  |
| France             | 22                 |               | 30 000   |
| Finlande           | 24                 |               |          |
| Grèce              | 26                 |               |          |
| Irlande            | 15                 |               |          |
| Italie             | 14                 |               | 5 000    |
| Japon              | 17                 |               | 35 000   |
| Mexique            | 4                  | Or            | 30 000   |
| Nouvelle-Zélande   | 22                 |               | 2 000    |
| Norvège            | 16                 |               |          |
| Pologne            | 45                 |               |          |
| République tchèque | 36                 |               |          |
| Suède              | 28                 |               | 2 000    |
| Suisse             | 9                  |               | 5 000    |
| Taïwan             | 15                 |               |          |